# Cantonul Montpellier-7
Cantonul Montpellier-7 este un canton din arondismentul Montpellier, departamentul Hérault, regiunea Languedoc-Roussillon, Franța.

## Comune
- Montpellier (parțial)

De volgende wijken van Montpellier maken deel uit van dit kanton:
- Hauts-d'Argency
- Lepic
- Figuerolles
- Les Arceaux
- Cité Astruc
- Clémentville
- Saint-Clément
- Les Cévennes
- Alco
- Le Petit Bard
- La Pergola